# 314省道 (湖北省)
314省道，又名铁贺线、铁贺公路，是湖北省境内的一条省道。

## 历史
铁贺线原名盛贺公路，于1930年由大冶、鄂城两县征工修筑金牛至贺胜桥段，1933年由国民政府军第82师和沿线民工分段修筑，年底完工。全线（两段）于1934年4月通车。因未铺筑路面，只能晴天行车。抗日战争胜利后，曾整修路面。中华人民共和国成立前夕，国民革命军为阻滞解放军追击，炸桥毁路，交通中断。1951年，全线恢复通车。此后，该路路基培宽到7米，路面铺筑3.5米宽的碎石，达到晴雨通车。1973年，裁弯降坡。1974年9月，全段铺筑渣油表处路面。1985年加宽路基到12—14米，同时改造桥涵，与路宽配套。同年按二级公路标准，对铁山至还地桥8千米，金牛至邬家桥10.76公里进行扩建改造。
2013年8月10日，314省道沼山至金牛段砼路面破板修复工程正式开始。

## 事件
2014年12月26日，大冶市保安镇西山村徐角海路口，多名妇女和老人因不满保安至铁山路段的客车票价，拦阻在铁贺线公路段。后由民警带领一名群众代表与当地客车运营公司协商。经数小时协商处理，客车运营公司最终同意将费用降低到原来的一半。
2019冠状病毒病湖北省疫情期间，鄂州市封闭314省道牛石村、沼山村出入口。